# Hydros
Hydros (altgriechisch Ὕδρος Hýdros, übersetzt „des Wassers“) ist eine Gottheit der griechischen Mythologie und Protogenos der Gewässer.
Er ist gemäß der Orphischen Kosmogonie der Ursprung und hat somit keine Vorfahren. Aus seinem Wasser und Schlamm entstammt dann Gaia. Zusammen erschufen sie Kronos, Ananke und Phanes.